# Lino Liviabella
Lino Liviabella (Macerata (regió de les Marques), 7 d'abril, 1902 - Bolonya (Emília-Romanya), 21 d'octubre, 1964), va ser un compositor, pianista i professor italià.

## Biografia
Descendent d'una família de músics (el seu avi patern Livio va ser deixeble de Rossini i mestre de la Capella Musical de la Basílica de San Nicola di Tolentino, el seu pare Oreste, graduat a la Reial Acadèmia de Santa Cecília de Roma, va ser organista i director de la Capella Musical de la Catedral de Macerata), es va graduar amb L. Cozi en piano al Conservatori de Santa Cecília de Roma (1923), en orgue amb Remigio Renzi (el 1926) i en composició sota la direcció d'Ottorino Respighi (el 1927). Després de matricular-se a la Facultat de Lletres de la Universitat de Roma, va decidir dedicar-se exclusivament a la música, una decisió que va crear cert conflicte amb els seus pares; Durant aquest període, Lino Liviabella es va valentament independitzar econòmicament donant classes particulars i tocant el piano als cinemes.
Va ser nomenat director i professor de piano a l'Institut de Música de Pescara el 1928, després va ensenyar a l'Institut de Venècia des del 1931 i a partir del 1940, després d'un concurs, va ser professor de fuga i composició al Conservatori de Palerm.
El 1942 es va establir definitivament a Bolonya. Al Conservatori d'aquesta ciutat va ocupar la càtedra de fuga i composició, després va ser regent i vicedirector i finalment, després d'haver ocupat la direcció dels Conservatoris de Pesaro (1953-59) i Parma (1959-63), va esdevenir-ne director.
El 1958 va acabar la redacció d'un tractat sobre l'harmonia, fruit de la seva intensa activitat docent, i el 1964, en col·laboració amb R. Monterosso, va escriure el volum Sentir musica (ed. Cappelli). Entre els seus nombrosos alumnes, cal esmentar els compositors Franco Donatoni i Guido Ferraresi. També era conegut com a pianista.
Liviabella va guanyar nombrosos premis en concursos internacionals, incloent-hi el primer premi al concurs nacional organitzat per Propaganda Musicale per la "Sonata en la menor per a violí i piano" (1928), al concurs de la Tercera Exposició Nacional de Música Contemporània per la "Sonata en un tempo per a violí i piano" (1934), al Concurs Scaligero per la "Sonata cíclica per a violoncel i piano" (1938), al concurs internacional Prix Alice Lumbroso per la lírica "La gondola" (París 1937), al concurs de la Fundació Respighi pel poema simfònic "Monte Mario" (1937), al Concurs Nacional Scarlatti pel poema simfònic "La mia terra" (1943), el premi dels Jocs Olímpics de Berlín amb el poema simfònic "Il Vincitore" (interpretat allà per l'Orquestra Filharmònica de Berlín dirigida pel mateix autor (1936), el Premi de San Remo (1940), el de Roma per la cantata "O Crux, ave!" (1950), i el diploma d'honor del Comitè Internacional per a la Unitat i la Universalitat de la Cultura (1962).
Des del 1960 va ser membre del Comitè Central per a la Supervisió de la Radiodifusió de música simfònica.
Va publicar alguns escrits en diverses revistes, entre les quals: Laus decora ("L'ensenyament del cant gregorià als Conservatoris", 1957), Arti ("La càtedra de composició als Conservatoris de Música", 1959), La Scala ("On va la música?", 1960).
Totes les seves composicions han tingut importants representacions a Itàlia i a l'estranger, i algunes d'elles han estat publicades en diverses edicions discogràfiques.

## Algunes obres significatives

### Òperes i ballets
- El rossinyol i la rosa, ballet del conte d'Oscar Wilde (1925)
- Faula del poeta, ballet basat en un argument d'Adriano Prandi (1935)
- Antígona, tragèdia lírica basada en un text d'Emidio Mucci (1942) al "Teatro Regio di Parma" dirigida per Ottavio Ziino amb Giovanni Voyer
- La Conchiglia, novel·la dramàtica basada en un text d'Emidio Mucci (1955 al vestíbul del "Teatro Comunale di Firenze" dirigida per Armando La Rosa Parodi amb Nicola Filacuridi, Dino Dondi i Fernando Farese)
- A Christmas Carol, òpera sobre un text d'Enzo Lucio Murolo (1962) i estrena escènica al Teatro Comunale di Bologna el 1966 amb Alvinio Misciano

### Cantates
- Manina di neve, cantata per a dues sopranos, cor femení i orquestra (1935)
- Germana Chiara, cantata per a soprano, baríton, narradora, cor i orquestra (1943)
- Caterina da Siena, cantata dramàtica per a soprano, cor i orquestra (1947)
- O Crux, Ave!, cantata per a soprano, tenor, cor i orquestra (1950)
- Les set paraules de Jesús a la creu, cantata per a tenor, narrador, cor masculí i cor infantil, orgue i piano (1957)

### Música simfònica
- Monte Mario, poema simfònic (1937)
- La meva terra, poema simfònic (1942)
- Poema per a piano i orquestra (1952)
- Concert per a violí i orquestra (1956)
- Simfonia en quatre moviments per a soprano i orquestra (sobre textos de Thomas Stearns Eliot, 1963)
- Concert per a orquestra (1964)

### Música de cambra
- Primera Sonata en la menor per a violí i piano (1928)
- Sonata cíclica per a violoncel i piano (1931)
- Segona Sonata per a violí i piano (1932)
- Tercer Quartet per a quartet de corda (1948)
- Trio per a violí, violoncel i piano (1948)
- Primera Sonata en un tempo per a viola i piano (1950)
- Quart Quartet "La malenconia" per a quartet de corda (1955)
- Tres moments per a viola i piano (1956)
- Segona Sonata per a viola i piano (1957)
- Set Duets en Miniatura per a violí i viola (1957)
- Quatre peces de noces per a viola i orgue o harmònium (1961)

## Entrades relacionades
- Art als Jocs Olímpics d'Estiu de 1936